# Benedykt Dąbrowski (pilot)
Benedykt Dąbrowski (ur. 14 sierpnia 1920 w Bydgoszczy, zm. 22 maja 1962 w Krakowie) – polski pilot wojskowy, uczestnik II wojny światowej.

## Życiorys
Urodził się w rodzinie kolejarskiej, syn Jana i Bronisławy z domu Janickiej.  W 1932 roku rozpoczął naukę w Gimnazjum Matematyczno-Fizycznym im. Mikołaja Kopernika w Bydgoszczy.
Absolwent Szkoły Podoficerów Lotnictwa dla Małoletnich w Bydgoszczy (przeniesionej w 1938 do Krosna) i Wyższej Szkoły Pilotażu Myśliwskiego w Grudziądzu. W 1939 roku otrzymał przydział do 114 eskadry myśliwskiej.
1 września 1939 roku przebywał wraz z eskadrą na lotnisku w Poniatowie pod Warszawą. 1 września zgłosił uszkodzenie niemieckiego bombowca. 14 września w rejonie Włodzimierza Wołyńskiego napotkał trzy Messerschmitty Bf 109 i został zestrzelony. Ranny trafił do szpitala we Włodzimierzu Wołyńskim. Wykonał w sumie 17 lotów bojowych i brał udział w 11 walkach powietrznych.
Ze szpitala wyszedł o własnych siłach dopiero wiosną 1941 r. z krótszą lewą nogą. Pracował w warszawskiej Fabryce Silników Lotniczych przy ul. Kaczej. Powrócił do Bydgoszczy.
Latem 1942 r. wstąpił w szeregi Armii Krajowej pod pseudonimem „Balbo”. W listopadzie 1943 roku zorganizował Konspiracyjną Szkołę Małoletnich Lotnictwa, 12 osobową grupę młodych ludzi, których uczył lotnictwa. Szkoła mieściła się w mieszkaniu Jana i Franciszki Koseckich przy ul. Brzozowej. 23 stycznia 1945 dowodził oddziałem, który w ramach akcji „Alicja” opanował lotnisko w Bydgoszczy i później przekazał je Rosjanom.
Zatrudniony w PLL LOT – latał jako pilot samolotów pasażerskich. Do 1948 był komendantem portu lotniczego na Okęciu.
Aresztowany w lipcu 1950 roku i skazany na 7 lat. Więzienie opuścił w 1955. Pracował w budownictwie. W lutym 1958 roku zrehabilitowany i ponownie zatrudniony w PLL LOT.
Zmarł na zawał serca 22 maja 1962 r. w Krakowie. Pochowany w Warszawie na Cmentarzu Wojskowym na Powązkach. Był odznaczony Krzyżem Walecznych i Krzyżem Partyzanckim.
W 1947 roku wydał swoje wspomnienia z walk we wrześniu 1939 pod tytułem: „114 start”. Książki „Eskadry straceńców” nie zdążył ukończyć.